# Bengal Provincial Railway
| Bengal Provincial Railway | Bengal Provincial Railway |
| --- | ------------------------- |
| Dampflok der Bengal Provincial Railway, Achsfolge 2-4-0, Nr. 5, 1905 |                           |
| Streckenlänge: | 53,5 km                   |
| Spurweite: | 762 mm (Schmalspur)       |
| |                           |
| Bahnhöfe- Tarakeswar (auch Breitspurbahnhof) - Chautara - Dashghora (mit Abzweigung nach Jamalpur) - Kanandi - Dhaniakhali - Vastara - Dwarbasini - Mahanad - Halusa - Magra (auch Breitspurbahnhof) - Tribeni |                           |

Die Bengal Provincial Railway Company betrieb eine 53,5 km (33,27 Meilen) lange Schmalspurbahn mit einer Spurweite 762 mm (2½ Fuß) im indischen Bundesstaat Westbengalen. Die Bahngesellschaft betrieb außerdem die von der Bahnlinie abzweigende Deshghara-Jamalpurgunj Railway mit einer Länge von 13,4 km (8,31 Meilen).

## Geschichte
Die Bahnlinie wurde 1890 mit den Bauabschnitten Tarakeswar–Rudrani, Rudrani–Magra und Magra–Tribeni registriert. Die ersten beiden Streckenabschnitte von Tarakeswar nach Magra verbanden zwei Bahnhöfe der East Indian Railway mit indischer Breitspur und wurden 1895 in Betrieb genommen. Die diesbezügliche Verordnung des Bengal Government Railway Department wurde am 4. Januar 1896 veröffentlicht. Die Strecke wurde 1904 bis Tribeni verlängert und am 12. Februar 1904 vom Secretary of State abgenommen. 
Wegen zunehmender Verluste nach dem Zweiten Weltkrieg wurde die Strecke 1956 stillgelegt.

## Lokomotiven
Auf der Strecke wurden kleine Tenderlokomotiven mit Vorlaufachse der Achsfolge 2-4-0T verwendet.

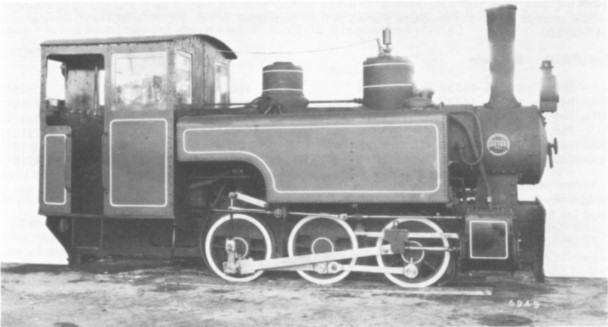
Eine der beiden Baldwin-Dampfloks, die an das War Department in India geliefert wurden

Die Baldwin Lokomotiven Nr. 50788 und Nr. 50789 mit der Achsfolge 0‑6‑0 hatten ursprünglich eine Spurweite von 750 mm und hätten zur Alapeff Mining Company in Russland ausgeliefert werden sollen, was aber wegen des Ersten Weltkriegs nicht möglich war. Sie wurden daher von Baldwin umgespurt und an das War Department in India geliefert, das letztere Lok der Bengal Provincial Railway zuwies.
1936 war die Gesellschaft im Besitz von drei Dampflokomotiven, 31 Personenwagen und 69 Güterwagen.

## Klassifizierung
Das Unternehmen wurde nach der von der indischen Regierung 1926 eingeführten Indian Railway Classification als Eisenbahn der Klasse III eingestuft.